# 阿尔翁迪加
阿尔翁迪加，是西班牙卡斯蒂利亚-拉曼恰瓜达拉哈拉省的一个市镇。总面积19平方公里，总人口238人（2001年），人口密度13人/平方公里。